# Quai Perrache
Le quai Perrache est une longue voie située sur la rive droite du Rhône à Lyon, au Nord du confluent avec la Saône.

## Situation
Il commence côté amont au Nord à la fin du quai Gailleton à partir du pont Galliéni. Il se termine au Sud au pont de la Mulatière et au confluent avec la Saône, où il rejoint le quai Rambaud.

## Origine du nom
Le quai est nommé en hommage à Antoine Michel Perrache, ingénieur et sculpteur, né le 23 novembre 1726 à Lyon et mort le 12 octobre 1779 dans cette même ville. Il est l'auteur du projet de déplacement du confluent du Rhône et de la Saône vers l'aval et création d'un nouveau quartier au Sud de la Presqu'île, dans les années 1760-1770.

## Histoire
Cette voie a été successivement dénommée cours Perrache de 1830 à 1837, chaussée Perrache de 1837 à 1890, puis a pris son nom actuel de quai Perrache le 9 mai 1890, par délibération municipale.
En 1857-1858, la chaussée est remplacée par un quai comportant deux doubles rampes d'accès, au niveau de l'embarcadère du chemin de fer de Lyon à Saint-Étienne et des abattoirs situés entre le cours Bayard et la rue Casimir-Perrier.
Depuis 1971, l'autoroute A7 double le quai Perrache.

## Points d'intérêt architectural
La prison Saint-Joseph a été construite au début du quai par l'architecte Louis-Pierre Baltard entre 1827 et 1831. Elle est désaffectée depuis 2009 et a fait l'objet d'un projet de requalification par l’OPAC, Habitat et Humanisme et OGIC, avec construction de "10 000 m² de bureaux, 90 logements, 65 logements sociaux et une résidence étudiants de 108 chambres" par l’agence Ory et Frédéric-Olivier Didier, architecte en chef des monuments historiques.
Le marché-gare de Lyon a été construit quai Perrache entre 1956 et 1961. Il a déménagé à Corbas en 2009. Une partie du bâtiment a été conservé et réhabilité, il a rouvert en septembre 2022 en tant que lieu culturel consacré aux musiques actuelles.
Le quai se termine au confluent de la Saône et du Rhône, devant le Musée des Confluences, ouvert en décembre 2014, avec plusieurs années de retard sur l'objectif initial et un coût de construction multiplié par cinq. Il est rapidement devenu le musée le plus visité de Lyon et de la région Auvergne-Rhône-Alpes.